# シャーロッツビル
シャーロッツビル（Charlottesville）は、アメリカ合衆国バージニア州の中央部にある都市。人口は4万6553人（2020年）。独立市であるが、アルバマール郡の郡庁所在地である。名称は、イギリス王ジョージ3世の王妃で、メクレンブルク＝シュトレリッツ公子カール・ルートヴィヒの娘シャーロットに由来する。
シャーロッツビル都市圏は、アルバマール郡、バッキンガム郡、フルバナ郡、グリーン郡、ネルソン郡を含む。
シャーロッツビルは、アメリカ合衆国第3代大統領のトーマス・ジェファーソンと第5代大統領のジェームズ・モンローの出身地である。また、第4代大統領のジェームズ・マディソンはシャーロッツビルの北東42kmの位置にあるオレンジの出身である。また、ジェファーソンが設立したバージニア大学を中心とした大学都市であり、ジェファーソンの邸宅モンティチェロがあることでも知られている。世界遺産にも選ばれているモンティチェロには毎年何万人もの観光客が訪れている。
シャーロッツビルは2004年に『都市ランキングと評価』(Cities Ranked and Rated)の本で、物価、気候、QOLなどに基づいて、アメリカ国内で最も住みやすい都市に選ばれた。

## 歴史
1762年に憲章により、リッチモンドから大アパラチア峡谷（Great Appalachian Valley）に至る、スリー・ノッチト・ロード（Three Notched Road）という名の交易路（現在のアメリカ国道US 250）に沿って成立した。名称はジョージ三世の妃シャーロットに由来する。その他のシャーロッツビルを通る高速道路は、ワシントンD.C.からバージニア州ダンビルに至るUS 29と、シャーロッツビルの近くでUS 250と平行に走る州間高速道路64号線である。
アメリカ独立戦争の間、協定軍（Convention Army）は1779年から1781年まで、シャーロッツビルのアルバマール兵舎に囚われの身となっていた。1781年6月4日に、イギリス軍の陸軍大将バナスター・タールトンは当時のバージニア知事トーマス・ジェファーソンと議会議員を捕獲するために、シャーロッツビルの襲撃を計画した。襲撃を知ったジャック・ジューエット（Jack Jouett）が夜通し64キロメートルを駆けてモンティチェロのジェファーソンと議員達に通報し、襲撃は失敗した。
バージニア州のほとんどの地域と異なり、シャーロッツビルは南北戦争の衝撃を免れた。シャーロッツビルで起こった唯一の戦闘は、地域の南部連合民兵がジョージ・アームストロング・カスターを撃退した、リオ・ヒル（Rio Hill）での小衝突（Battle of Rio Hill）である。
シャーロッツビルにおける最初の黒人教会は1864年に設立された。それ以前には、白人の教会で礼拝を行うことはできたが、アフリカ系アメリカ人が独自の教会を持つことは違法であった。現在のアフリカ系アメリカ人の教会の大部分はこの教会に連なる。
2010年代に入り、南軍のシンボルの撤去を望む市民と望まない市民との間で対立が生じ、全米中の注目を集めることになる。市がロバート・E・リーとストーンウォール・ジャクソンの銅像をダウンタウンの公園から撤去しようした際、訴訟の対象となった。2017年8月11日・12日、銅像撤去に反対する白人至上主義者のグループが「ユナイト・ザ・ライト・ラリー」を開催し、リー・パーク（後にエマンシペーション・パークと改称）からロバート・E・リー像が撤去されたことに抗議した。 集会後、オルタナ右翼の集会に抗議する人々に自動車が突入し、女性1人が死亡し、19人が負傷するという事件が起きた。この事件は全国的なニュースとなり、シャーロッツビルは全国的な政治的混乱の象徴となった。
2019年7月1日、シャーロッツビル市議会はトーマス・ジェファーソンの誕生日を市の祝日から取りやめることを決議した（ジェファーソンが奴隷所有者だったことから）。この日は、1865年にフィリップ・シェリダン大将率いる軍隊が町を通過し、大多数の人々が奴隷として扱われているのを発見した日であり、奴隷の解放はその日を境に、多くのシャーロッツビルの人たちが自由になるための開始の一撃となった。

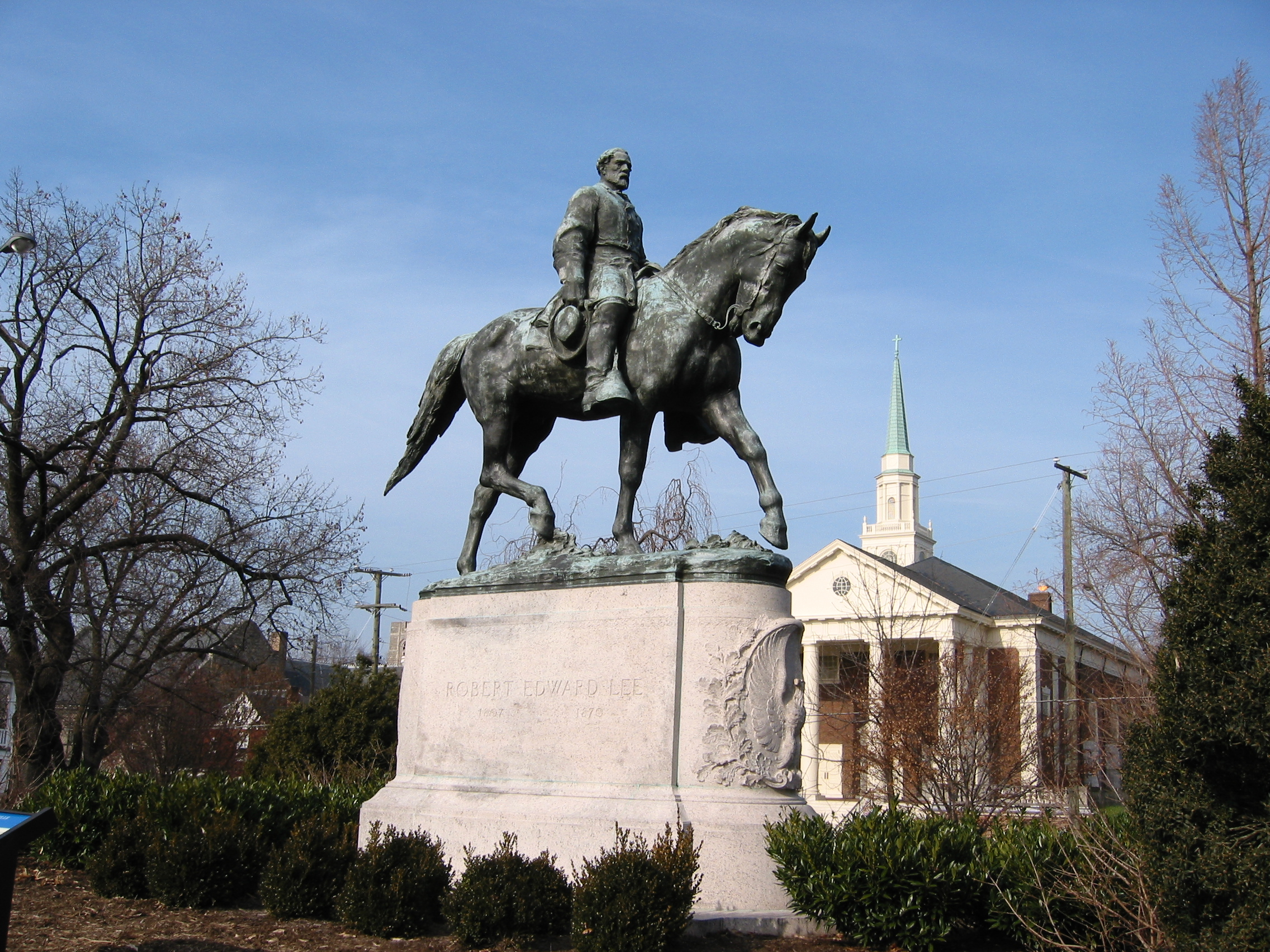
ロバート・E・リー像

## 地理

### 地勢
アメリカ合衆国国勢調査局のデータでは、市の総面積は27km2（10.3mi2）で、そのほぼ全てが陸地である。
シャーロッツビルは、バージニア州の中央、ジェームズ川支流のリヴァナ川（Rivanna River）沿い、約32キロメートル西方のブルーリッジ山脈と平行に走るサウスウェスト山脈（Southwest Mountains）のすぐ西に位置する。州都リッチモンドから116キロメートル、ワシントンD.C.から160キロメートルの距離にある。

### 気候
ケッペンの気候区分では四季のある温暖湿潤気候（Cfa）で、すべての月で水に恵まれているものの、5月から9月までは降水が多い。冬はやや涼しく、1月の平均気温は2.3°Cだが、最低気温が-7°C以下まで下がる夜もあり、最高気温が10°Cに達する日も頻繁にある。夏は高温多湿で、7月の平均気温は25.3℃で、最高気温が32℃を超える日が年間34.4日以上ある。 降雪量は年によって大きく異なるが、通常は少なく、平均43cm程度である。降り積もった雪が、長い間地面にとどまることはない。
| シャーロッツビル市の気候  | シャーロッツビル市の気候 | シャーロッツビル市の気候 | シャーロッツビル市の気候 | シャーロッツビル市の気候 | シャーロッツビル市の気候 | シャーロッツビル市の気候 | シャーロッツビル市の気候 | シャーロッツビル市の気候 | シャーロッツビル市の気候 | シャーロッツビル市の気候 | シャーロッツビル市の気候 | シャーロッツビル市の気候 | シャーロッツビル市の気候 |
| 月                        | 1月                      | 2月                      | 3月                      | 4月                      | 5月                      | 6月                      | 7月                      | 8月                      | 9月                      | 10月                     | 11月                     | 12月                     | 年                       |
| ------------------------- | ------------------------ | ------------------------ | ------------------------ | ------------------------ | ------------------------ | ------------------------ | ------------------------ | ------------------------ | ------------------------ | ------------------------ | ------------------------ | ------------------------ | ------------------------ |
| 最高気温記録 °F （°C）    | 81 (27)                  | 84 (29)                  | 94 (34)                  | 98 (37)                  | 100 (38)                 | 105 (41)                 | 107 (42)                 | 107 (42)                 | 107 (42)                 | 98 (37)                  | 88 (31)                  | 83 (28)                  | 107 (42)                 |
| 平均最高気温 °F （°C）    | 45.2 (7.3)               | 49.2 (9.6)               | 57.6 (14.2)              | 68.7 (20.4)              | 75.7 (24.3)              | 84.0 (28.9)              | 87.5 (30.8)              | 86.0 (30)                | 79.3 (26.3)              | 68.9 (20.5)              | 59.0 (15)                | 47.8 (8.8)               | 67.5 (19.7)              |
| 平均最低気温 °F （°C）    | 26.6 (−3)                | 29.0 (−1.7)              | 36.0 (2.2)               | 45.6 (7.6)               | 54.4 (12.4)              | 63.2 (17.3)              | 66.9 (19.4)              | 65.4 (18.6)              | 58.3 (14.6)              | 47.8 (8.8)               | 38.8 (3.8)               | 29.9 (−1.2)              | 46.9 (8.3)               |
| 最低気温記録 °F （°C）    | −10 (−23)                | −9 (−23)                 | 7 (−14)                  | 14 (−10)                 | 32 (0)                   | 40 (4)                   | 49 (9)                   | 44 (7)                   | 34 (1)                   | 26 (−3)                  | 8 (−13)                  | −3 (−19)                 | −10 (−23)                |
| 降水量 inch （mm）        | 3.10 (78.7)              | 3.07 (78)                | 3.85 (97.8)              | 3.40 (86.4)              | 4.63 (117.6)             | 4.16 (105.7)             | 5.32 (135.1)             | 4.07 (103.4)             | 4.90 (124.5)             | 3.74 (95)                | 4.09 (103.9)             | 3.35 (85.1)              | 47.68 (1,211.1)          |
| 降雪量 inch （cm）        | 3.4 (8.6)                | 5.8 (14.7)               | 2.1 (5.3)                | 0.2 (0.5)                | 0 (0)                    | 0 (0)                    | 0 (0)                    | 0 (0)                    | 0 (0)                    | 0 (0)                    | 0.5 (1.3)                | 4.3 (10.9)               | 16.3 (41.3)              |
| 平均降水日数 （≥0.01 in） | 9.2                      | 9.3                      | 10.7                     | 11.4                     | 12.6                     | 10.6                     | 12.2                     | 11.1                     | 9.7                      | 8.3                      | 8.9                      | 9.6                      | 123.6                    |
| 平均降雪日数 （≥0.1 in）  | 2.2                      | 2.2                      | 0.8                      | 0.1                      | 0                        | 0                        | 0                        | 0                        | 0                        | 0                        | 0.3                      | 1.5                      | 7.1                      |
| 出典：NOAA                |                          |                          |                          |                          |                          |                          |                          |                          |                          |                          |                          |                          |                          |

## 経済
シャーロッツビルには、アメリカ国立電波天文台本部、リーンダー・マコーミック展望台（McCormick Observatory）、CFA協会が位置しており、マーサ・ジェファーソン病院とバージニア大学病院の2つの病院がある。シャーロッツビル都市圏には、国立地上情報センター（NGIC）がある。その他の大企業としては、クラッチフィールド、エマーソン・オートメーション・ソリューションズ、ペプシコ、SNLフィナンシャルなどがある。

## 教育

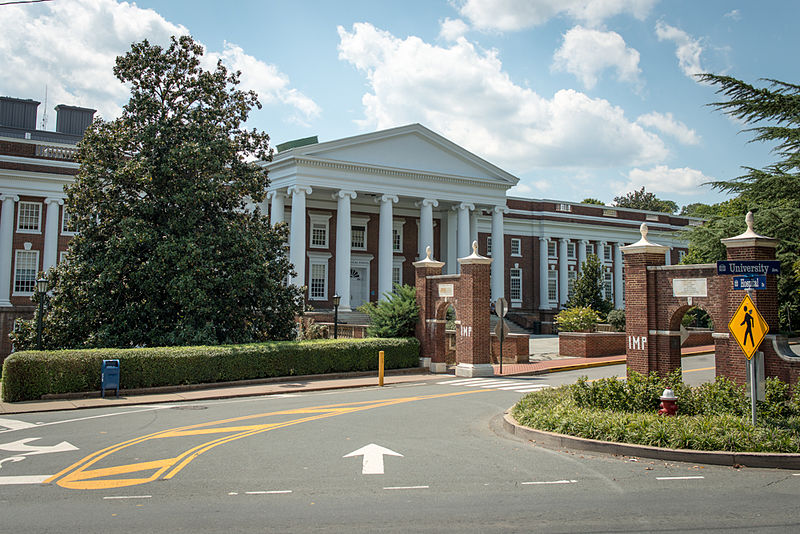
バージニア大学 医学部

パブリック・アイビーのバージニア大学はシャーロッツビル市とアルベマール郡に位置している。
ピードモント・バージニア・コミュニティ・カレッジはシャーロッツビルにある。

## 交通
- シャーロッツビル駅

## 著名人
- トーマス・ジェファーソン：アメリカ合衆国第3代大統領（在任：1801年 - 1809年）、アメリカ独立宣言の主起草者。
- メリウェザー・ルイス：アメリカ合衆国の探検家、軍人、公務執行者。ルイス・クラーク探検隊を率いて、ルイジアナ買収の地域を探検したことで知られている。
- アレクサンダー・ヴァンデグリフト：アメリカ合衆国の軍人、海兵隊大将。ガダルカナルの戦いを指揮し勝利した。シャーロッツビル生まれで、バージニア大学出身。
- S・S・ヴァン＝ダイン：アメリカ合衆国の美術評論家・推理作家。
- エドガー・アラン・ポー：バージニア大学に在学中シャーロッツビルに居住。
- ニコラス・トリスト：米墨戦争を終結させた、グアダルーペ・イダルゴ条約の執筆者。
- ジョン・S・モスビー："Gray Ghost"として知られる、アメリカ南北戦争でアメリカ連合国側のパルチザン兵士。
- ウィリアム・フォークナー：バージニア大学内に居住していた作家で、自筆の原稿を大学に遺贈した。
- ウィリアム・ホームズ・マッガフィー（William Holmes McGuffey）：バージニア大学の教授であった間はシャーロッツビルに住み、近隣に埋葬された。
- アンナ・アンダーソン：自らをロシアのアナスタシア皇女であると主張した女性。晩年シャーロッツビルで暮らした。
- ジョン・グリシャム：小説家。近隣に居住している。
- デイヴ・マシューズ（Dave Matthews）：デイヴ・マシューズ・バンド（Dave Matthews Band）結成時にはシャーロッツビルのミラーズ（Miller's）というバーでバーテンダーをしており、現在はシアトルの自宅とシャーロッツビルを生活の拠点としている。
- ボイド・ティンズリー（Boyd Tinsley）：デイヴ・マシューズ・バンドのヴァイオリニスト。
- カーター・ボーフォード（Carter beauford）：デイヴ・マシューズ・バンドのパーカッショニスト、創立メンバーの一人。
- リロイ・ムーア（LeRoi Moore）：デイヴ・マシューズ・バンドのサクソフォーン奏者。
- コラン・キャプショー（Coran Capshaw）：デイヴ・マシューズ・バンドのマネージャー。不動産王であり、市の発展に寄与している。
- キャスリーン・クリフォード（Kathleen Clifford）：無声映画や、ヴォードヴィル、ブロードウェイの舞台女優。シャーロッツビル生まれ。
- シシー・スペイセク：映画『キャリー』で有名な女優。アルバマール郡のシャーロッツビル近隣に居住している。
- スティーブ・トラビス：WWFやNWAで活動し、新日本プロレスにも来日したプロレスラー。
- ハウィー・ロング（Howie Long）：元オークランド・レイダースのディフェンシブエンドで、現在テレビのスポーツパーソナリティ。
- ビリー・キャンベル：『ロケッティア』などに出演している俳優。シャーロッツビル生まれ。
- ジョン・クルーゲ（John Kluge）：アメリカの億万長者。数年間シャーロッツビルに居住していた。

その他、俳優のジェシカ・ラングやサム・シェパードもこの地域に家を所持している。ゴスロックバンドベッラ・モルテ（Bella Morte）のメンバーもシャーロッツビル出身であり、ロックバンドPavementのスティーヴン・マルクマスやシルバー・ジューズ（Silver Jews）のデビッド・バーマン（David Berman）は一時期シャーロッツビルに住んでいて、滞在中にそれぞれのバンドを結成した。

## 姉妹都市
シャーロッツビルは Sister Cities International, Inc. (SCI) によって指定された、4つの姉妹都市を有している：
- ブザンソン（フランス）
- プレヴェン（ブルガリア）
- ポッジョ・ア・カイアーノ（イタリア）
- ロングビーチ（ワシントン州）